# Il corpo della sposa
Il corpo della sposa è un film del 2019 diretto da Michela Occhipinti.

## Trama
Verida è una ragazza di 16 anni che vive a Nouakchott, che lavora come apprendista al centro estetico di sua nonna. Una mattina viene svegliata dalla madre che ha una comunicazione importante per lei: è stato trovato il suo futuro marito, rampollo di una ricca famiglia. Il matrimonio è combinato dai genitori e per tradizione, viene costretta a mangiare fino a 10 pasti al giorno, che consistono in piatti di cous-cous con carne e grandi ciotole di latte, il cosiddetto gavage. Questo trattamento servirà per farle raggiungere il giorno del matrimonio un quintale e oltre di peso, per rappresentare ricchezza e benessere per la famiglia dello sposo, in cambio di una cospicua dote. Verida, ben presto, comincia a opporsi a questa costrizione e a sua madre, non volendo più essere svegliata di notte per mangiare e buttando il cibo nel gabinetto.
La sua amica Amal, iscritta ad istituto di programmazione informatica e divorziata dal suo ex-marito per il quale aveva dovuto fare anche essa il gavage, tenta di dissuadere Verida, argomentando che ormai è una tradizione assurda che viene svolta solo nei piccoli villaggi fuori dalle grandi città. Verida trova conforto nella compagnia della sua amica e la vuole tenere vicino a sé, fintanto da non spedire la domanda di iscrizione all'università del Cairo che Amal le aveva chiesto di imbucare. Inoltre vedrà uno spiraglio quando il ragazzo, Sidi, che la pesa periodicamente con la bilancia e la corteggia regalandole dei lecca-lecca e facendole una ricarica telefonica, le proporrà un appuntamento di sera. Presa però dal rimorso ritorna a casa e non se la sente di approfondire la relazione. 
Successivamente, quando comprende di non riuscire a ingrassare quanto dovrebbe, Verida acquisterà al mercato nero delle pericolose pasticche, usate come dopanti per animali e che possono avere dei gravi effetti collaterali, come la informa Amal. La madre, vedendo la riluttanza crescente di Verida, per convincerla la porterà fino ad una tenda nel deserto dove una anziana donna costringe tre ragazze a ingozzarsi di latte e bere ciò che hanno vomitato, stringendogli le dita dei piedi tra due listelli di legno. Infine Verida, un giorno fugge di casa, lasciando la pepita d'oro regalatole dal padre ad Amal, come gesto di scuse e lasciando andare al vento sulla spiaggia della città, il velo ricamato d'oro della dote. 

## Distribuzione
Il film è stato presentato in anteprima nella sezione Panorama al 69° Festival di Berlino e distribuito da Lucky Red nelle sale cinematografiche italiane a partire dal 4 maggio 2019.

## Riconoscimenti
2019 - Premio Suso Cecchi d'Amico (Castiglioncello) per la sceneggiatura